# Mass (pièce de théâtre)
 (mars 2020).
Si vous disposez d'ouvrages ou d'articles de référence ou si vous connaissez des sites web de qualité traitant du thème abordé ici, merci de compléter l'article en donnant les références utiles à sa vérifiabilité et en les liant à la section « Notes et références ».
 (mars 2020).
Pour l’article homonyme, voir Mass.
Mass est une pièce de théâtre musicale pour chanteurs, musiciens et danseurs écrite en 1971 par Leonard Bernstein.